# Sikhar
Sikhar (nep. शिखर) – gaun wikas samiti w zachodniej części Nepalu w strefie Mahakali w dystrykcie Darchula. Według nepalskiego spisu powszechnego z 2001 roku liczył on 409 gospodarstw domowych i 2460 mieszkańców (1254 kobiet i 1206 mężczyzn).